# Samuel Orzechowski
Samuel Orzechowski herbu Oksza (ur. ok. 1640 roku – zm. w 1699 roku) – kasztelan przemyski, pisarz ziemski przemyski, cześnik kijowski.
Urodził się w rodzinie sędziego ziemskiego sanockiego Hieronima Orzechowskiego. W latach 1681–86 był cześnikiem kijowskim. W 1683 marszałkował sejmikowi wiszeńskiemu, z którego wybrano go na posła do króla Jana III Sobieskiego. W latach 1686–93 był pisarzem ziemskim przemyskim. Poseł sejmiku wiszeńskiego na sejm zwyczajny 1688 roku, sejm 1690 roku. W 1693 nominowany na kasztelana przemyskiego, pełniąc ten urząd aż do śmierci. Sędzia skarbowy ziemi sanockiej w 1690 roku, sędzia skarbowy ziemi przemyskiej w 1699 roku. Poseł sejmiku generalnego województwa ruskiego na sejm konwokacyjny 1696 roku.
Dwukrotnie żonaty: z Barabarą Jaruntowską, siostrą Adama oraz z Konstancją Pruszyńską. Miał dwóch synów: Hieronima i Adama.
Był właścicielem dóbr Izdebki. W 1688 kupił od Jerzego Krasickiego część Krzywczy wraz z wioskami Chyrzyna, Chyrzynka, Wola Krzywiecka i Średnia.